# Aelurillus hirtipes
Aelurillus hirtipes är en spindelart som beskrevs av Denis 1960. Aelurillus hirtipes ingår i släktet Aelurillus och familjen hoppspindlar. Inga underarter finns listade i Catalogue of Life.